# 血色牛肝菌
血色牛肝菌（學名：Boletus rubellus），俗稱紅寶石牛肝菌（Ruby Bolete），是一種擔子菌門真菌，隸屬於牛肝菌屬。這種真菌體形細小，顏色鮮豔，有著一個紅色的菌蓋和菌柄，以及黃色的氣孔。和許多牛肝菌一樣，這種真菌的菌肉在被切割或碰傷後是會變成藍色的。這種真菌通常於秋季在落葉林出現。雖然整體上這種真菌是可供食用的，但是其差劣的質量和像肥皂的味道令到可食性成疑。
其种加词“rubellus”意为“淡红色的”。

## 分類
血色牛肝菌曾在過去被列入盖牛肝菌屬中，且此分類現今仍然被少數文獻所承認。現今的學名是由德國真菌學家尤利烏斯·溫岑茲·馮·克羅姆布霍爾茲於1836年命名的，而其另一個學名則為1844年獲得的雲芝牛肝菌（。此學名現今被視為一種異名。其學名中的源自拉丁文詞彙，意思是「帶點紅色」。 2015年，該真菌被轉移到新屬园圃牛肝菌属 (Hortiboletus)，分子證據表明其與牛肝菌屬的遺傳差異。

## 描述
血色牛肝菌的菌蓋起初呈猩紅色或樹莓紅色，並且有著乾燥的，天鵝絨般的質地。菌蓋的邊緣顏色呈淺黃色或白色色，且顏色會隨著年齡增加逐漸變深，且菌蓋表面會逐漸變得骯髒。這種真菌體形細小，其菌蓋直徑僅僅大於6（2.4英寸）。其氣孔非常細小，呈淡黃色，並且會慢慢地瘀傷。其菌柄幼而長，並且能達7.5 cm（3.0英寸）高。菌柄的尖頂部份呈檸檬黃色，但其他地方則呈紅色。其菌肉呈稻草色，並且在被切割或碰傷後會變成藍色。菌柄的菌肉是在頂端呈淺黃色，而末端則呈黃色。在菌柄的基部，其菌肉可能有一些明顯的磚紅色或橙色斑點。菌柄的氣孔非常大，呈檸檬黃色，並且可能會在年老時略帶綠色。其孢子印呈橄欖色。其氣味宜人但不明顯，並且味道略帶肥皂味。

### 類似物種
不同出版物上關於血色牛肝菌氣孔大小的描述是相互矛盾的，這可能意味著有可能血色牛肝菌是其實幾個物種。乾燥牛肝菌（Boletus campestris）與血色牛肝菌很相似，而双色牛肝菌（Boletus bicolor）則與血色牛肝菌幾乎是相同的。這些物種都不在英倫諸島出現。在歐洲，人們很容易將血色牛肝菌與血红绒盖牛肝菌混淆，而血色牛肝菌和血红绒盖牛肝菌的唯一不同之處僅在於其檸檬黃色的菌柄底部。

## 分佈及生境
血色牛肝菌主要分佈於歐洲和北美東岸，並且通常於秋季在落葉林出現。這種真菌亦常在橡樹下生長。一種類似的物種亦可於澳大利亞東南部的維多利亞州中找到。

## 可食性
這種真菌是可供食用的，但不時會有蛆蟲在這種真菌上出現，並且其味道略帶肥皂味。